# Награда Ћишинског
Награда Ћишинског (глсрп. Myto Ćišinskeho, нем. Ćišinski-Preis) највише је одликовање Лужичких Срба, које се додељује од 1956. године у знак сећања на лужичкосрпског песника Јакуба Барта Ћишинског (1856—1909). Састоји се од две врсте (од 1995. године) — главне награде (награде Ћишинског) и стимулативне награде к награди Ћишинског.

## Историја и савременост
Награду Ћишинског је основао Министарски савет НДР 28. јула 1956. године (стогодишњица рођења Ј. Барта Ћишинског) у две врсте. Додељена је за достигнућа у области културе и науке Лужичких Срба, и обично се одржавала сваке две године на рођендан Јакуба Барта-Ћишинског — 20. августа. Прва церемонија доделе награда одржана је у Каменцу 1956. године. До 1959. године додељивана је годишње, а од 1962. до 1990. године — једном у две године. Државна награда је додељена појединцима и колективима. Награда I класе била је 5000 марака, II класе — 3000 марака. Колективи су добијали до 8000 или 5000 марака.
Према статуту Награде Ћишинског Фондације за лужичкосрпски народ у издању за 2013. годину, награда се додељује за достигнућа у области лужичкосрпске књижевности, уметности и науке. Награда се додељује сваке две године (од 1995. године) у Паншвиц-Кукау — у манастиру Мариенстерн уочи дана смрти Ћишинског — 15. октобра. Награда Ћишинског се додељује у износу од 7500 евра, стимулативна награда — од 2500 евра. Награда Ћишинског и стимулативна награда се додељују особи или групи особа. Награде се јавно не објављују. Награду Ћишинског и стимулативну награду додељује управни одбор који укључује заступника Фондовског савета Фондације за лужичкосрпски народ, заступника „Домовине” из Горње Лужице и заступника „Домовине” из Доње Лужице, заступника Савеза лужичкосрпских уметника, заступника Савеза лужичкосрпских друштава песме, заступник Матице лужичкосрпске и заступник Лужичкосрпског школског друштва. Председавајући управног одбора је председник Фондовског савета. Управни одбор доноси одлуке простом већином гласова.

## Добитници награде
Добитници награде I класе (1956—1990)
- 1956. — Миклавш Крјечмар, Мерчин Новак-Нехорњски, колектив Лужичкосрпског народног позоришта
- 1957. — Курт Крјењц
- 1958. — Павол Недо
- 1959. — Фридо Мјетшк, колектив Лужичкосрпског народног позоришта
- 1962. — Јуриј Брјезан, Марја Кубашец
- 1964. — Мина Виткојц
- 1966. — Михал Навка, Јан Буланк, Јуриј Вујеш
- 1968. — Јуриј Винар, Јуриј Вела, коллектив Државни ансамбл лужичкосрпске народне културе
- 1970. — Павол Новотни, Јан Равп, Бено Шрам
- 1972. — Јан Мешканк, коллекти пионирског часописа „Пломјо”
- 1974. — Јуриј Кох
- 1976. — хор „Будишин”
- 1978. — Јуриј Грос, Пјетр Малинк
- 1980. — Хајнц Шустер-Шевц, хор „Меја”
- 1982. — Курт Лефлер, Јан Хандрик, Ханка Кравцец, Јан Шолта, хор „Липа”
- 1984. — Ворша Ланзина, колектив дневного листа „Нова доба”
- 1986. — Мјерчин Каспер, Јан Павол Нагел
- 1988. — Алфонс Јанца, Јан Коск
- 1990. — Мјерчин Саловски, Кито Лоренц

Добитници награде (главне и стимулативне) од 1995. године
- 1995. — Антон Навка (награда Ћишинског), Рожа Домашцина (стимулативна награда).
- 1997. — Херберт Ноак (награда Ћишинског), Фред Печка (стимулативна награда).
- 1999. — Алфонц Френцл (награда Ћишинског), Јан Циж (стимулативна награда).
- 2001. — Манфред Староста (награда Ћишинског), Доњолужичкосрпски дечји ансамбл (стимулативна награда).
- 2003. — Марјя Улбрихец (награда Ћишинског), Мерана Цужцина (стимулативна награда).
- 2005. — Јанаш Петш (награда Ћишинског), Тања Донатец (стимулативна награда).
- 2009. — Мето Пернак (награда Ћишинског), Истван Кобјела (стимулативна награда).
- 2011. — Бенедикт Дирлих (награда Ћишинског), Јева-Марјя Чорнакец (стимулативна награда).
- 2013. — Бено Будар (награда Ћишинског), Михал Циж (стимулативна награда).
- 2015. — Манфред Ладуш (награда Ћишинског), Себастијан Еликовски-Винклер (стимулативна награда).
- 2017. — Јуро Мечк (награда Ћишинског), Лубина Хајдук-Вељковичова (стимулативна награда).